# Sigtuna (commune)
La commune de Sigtuna est une commune suédoise du comté de Stockholm. Environ 49 350 personnes y vivent (2020). Son chef-lieu se situe à Märsta.

## Géographie
La commune de Sigtuna est située dans la partie sud de la région de l'Uppland, sur la rive orientale du lac Mälaren. 
La commune borde la commune de Norrtälje au nord-est, la commune de Vallentuna à l'est, la commune d'Upplands Väsby au sud et la commune d'Upplands-Bro au sud-ouest, toutes situées dans le comté de Stockholm.
Au nord-ouest, la commune borde la commune de Håbo et au nord la commune de Knivsta, toutes deux situées dans le comté d'Uppsala.

## Population
| 1950  | 1955  | 1960   | 1965   | 1970   |
| ----- | ----- | ------ | ------ | ------ |
| 7 854 | 8 541 | 10 721 | 18 801 | 26 062 |

| 1975   | 1980   | 1985   | 1990   | 1995   |
| ------ | ------ | ------ | ------ | ------ |
| 26 615 | 28 276 | 29 300 | 31 485 | 33 406 |

| 2000   | 2005   | 2010   | 2015   | 2020   |
| ------ | ------ | ------ | ------ | ------ |
| 35 001 | 36 711 | 39 990 | 44 786 | 49 537 |

| 2024   | - | - | - | - |
| ------ | - | - | - | - |
| 52 767 | - | - | - | - |

## Subdivisions administratives
Depuis 2016, la commune regroupe les quartiers suivants :
| Quartiers | Carte |
| --- | ----- |
| - Haga - Husby-Ärlinghundra - Norrsunda-Skånela - Sigtuna - Sigtuna Sankt Olof - Sigtuna Sankt Per - Skepptuna - Valsta |       |

Au 31 décembre 2015, ses agglomérations principales sont : 
| Nom            | Habitants |
| -------------- | --------- |
| Märsta         | 27 034    |
| Sigtuna        | 9 074     |
| Rosersberg     | 1 765     |
| Steningehöjden | 1 130     |
| Granby         | 240       |

## Transport
La commune abrite l'aéroport de Stockholm-Arlanda. 
Dans une direction nord-sud, la commune est traversée par la route européenne 4. 
À Märsta, la route comtale 273 part vers le nord-est, la route comtale 263 à l'ouest et la route comtale 255 vers le nord-ouest. 
La ligne de Côte-Est, empruntée par les trains de banlieue de Stockholm avec des arrêts à Rosersberg, Märsta et Arlanda, est également orientée du nord au sud.

## Jumelages
| Ville | Ville           | Pays | Pays     | Période     |
| ----- | --------------- | ---- | -------- | ----------- |
|       | Porsgrunn       |      | Norvège  |             |
|       | Raisio          |      | Finlande |             |
|       | Rakvere,        |      | Estonie  | depuis 1990 |
|       | Sønderborg (en) |      | Danemark |             |

## Galerie

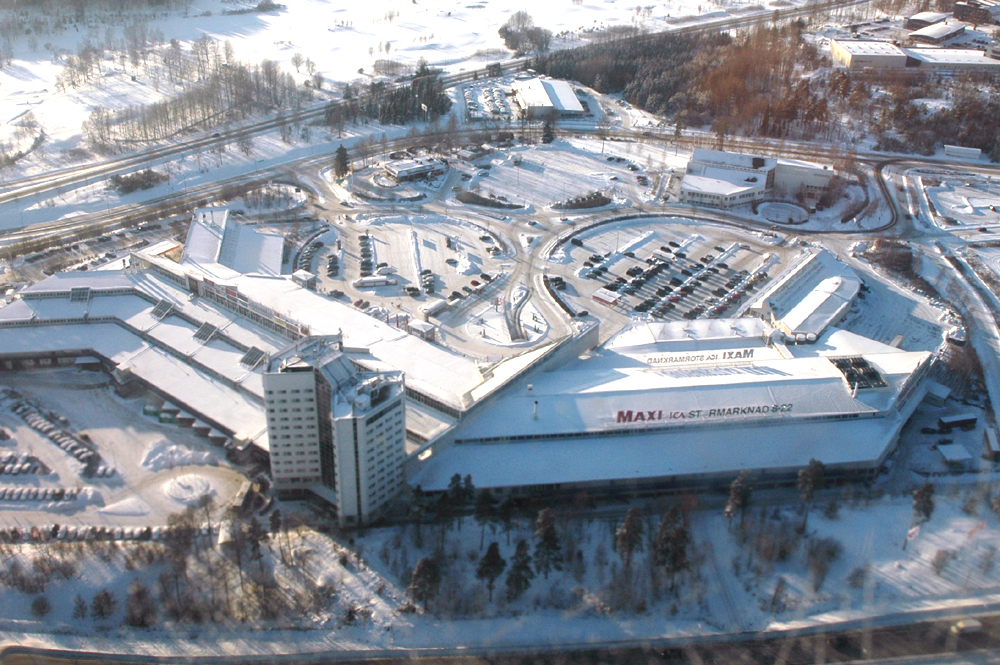
Le centre commercial près de l'aéroport d'Arlanda.
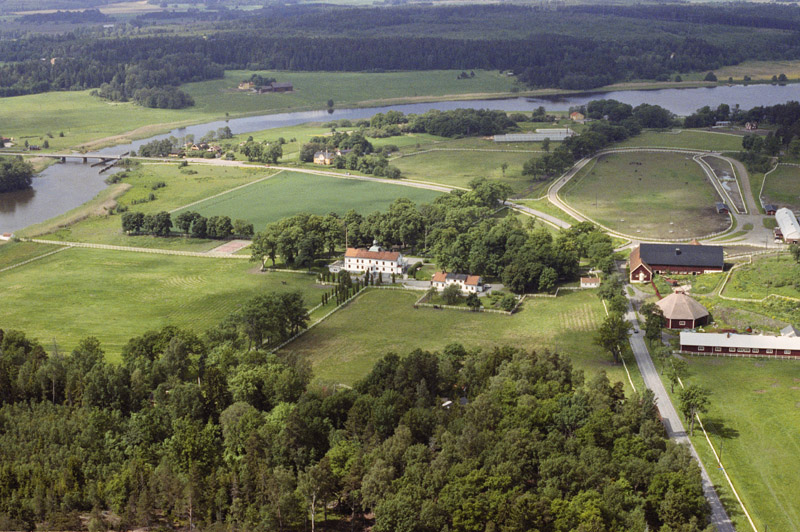
Erikssund.
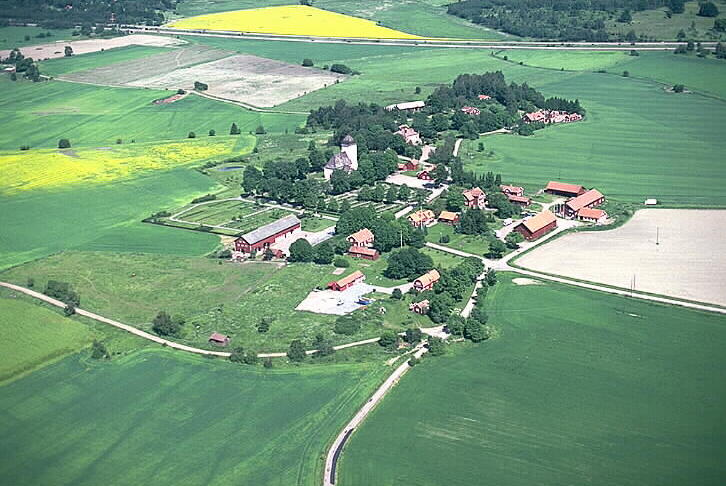
Husby-Ärlinghundra.

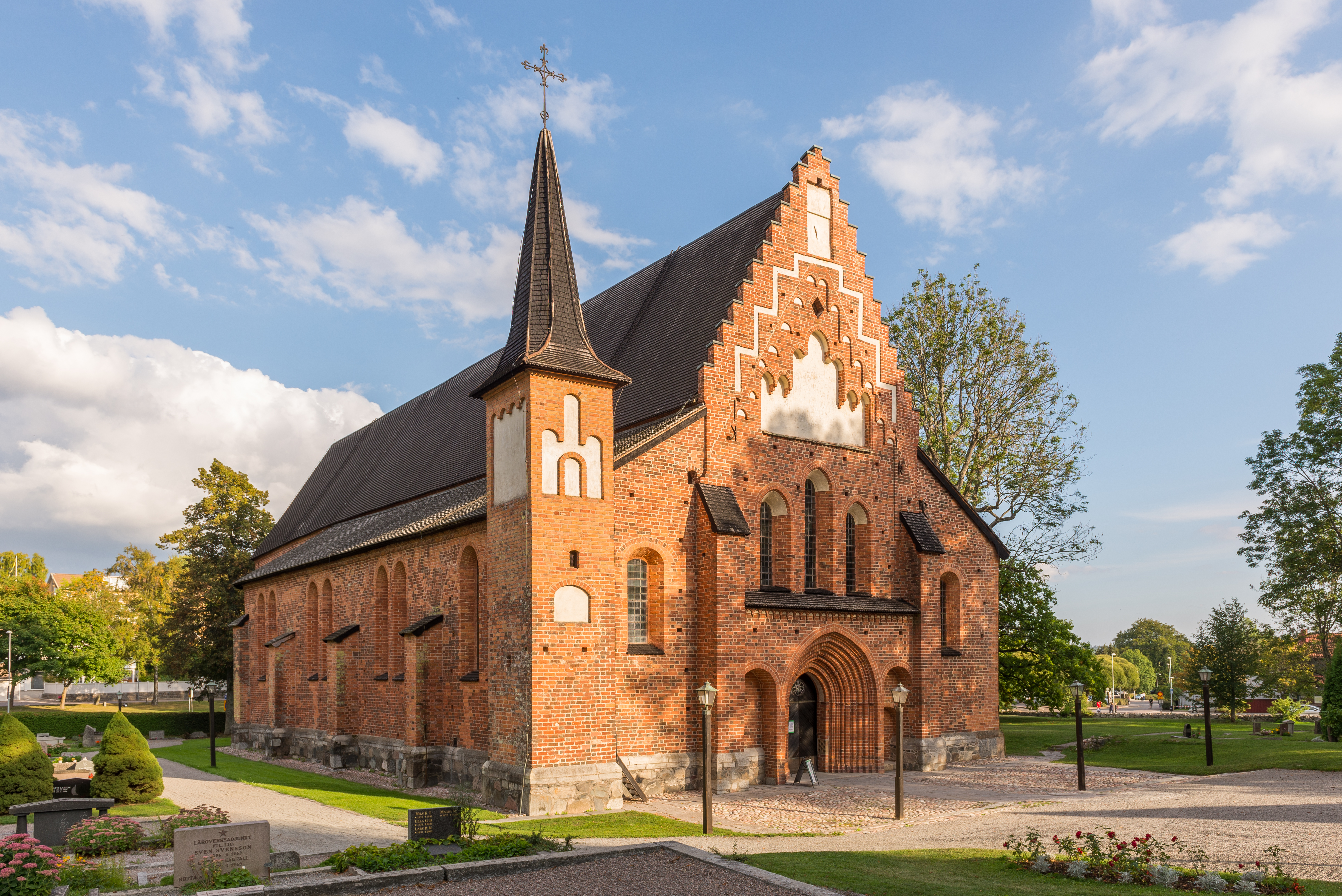
Église Sainte Marie.
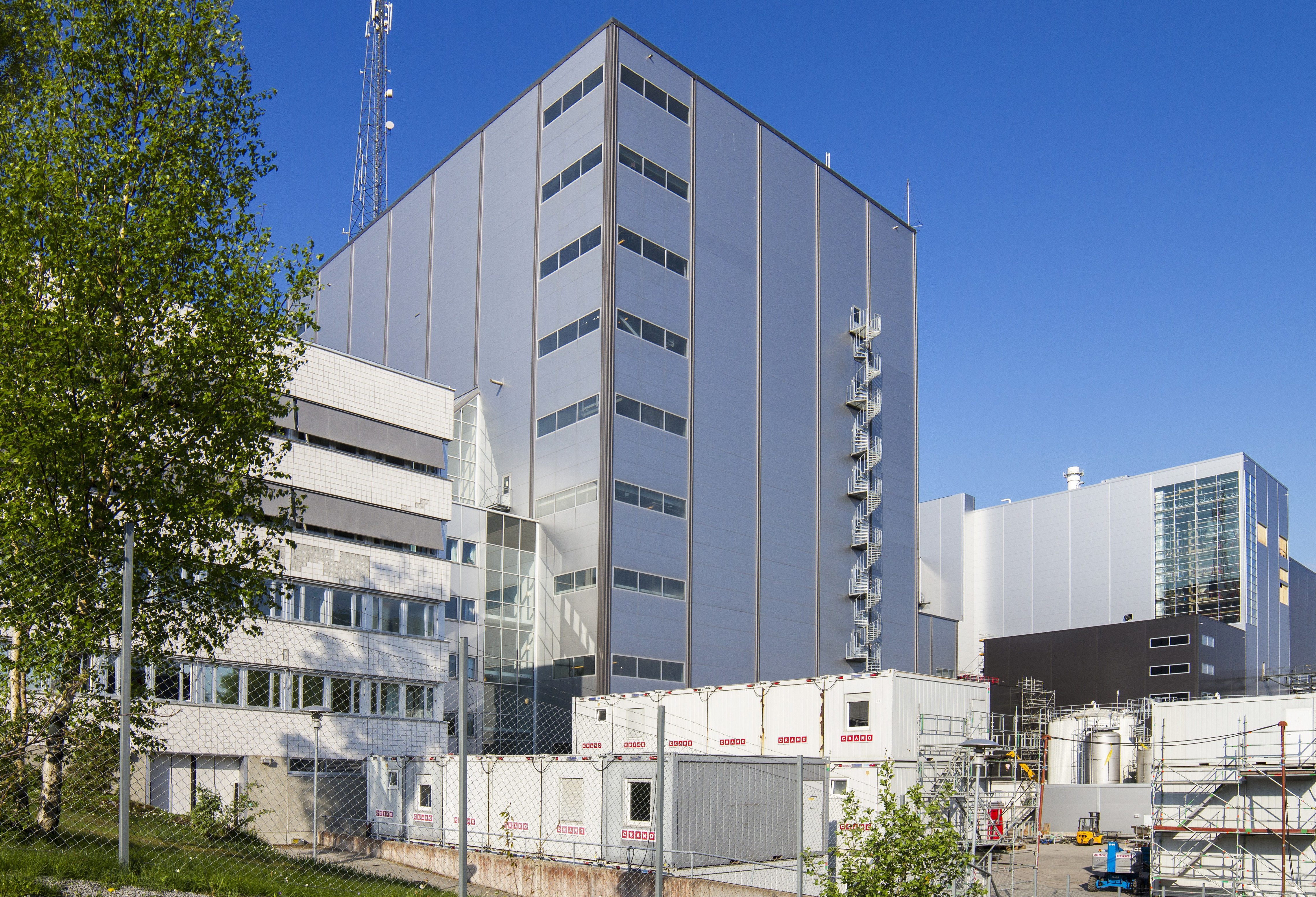
Centrale de Brista.
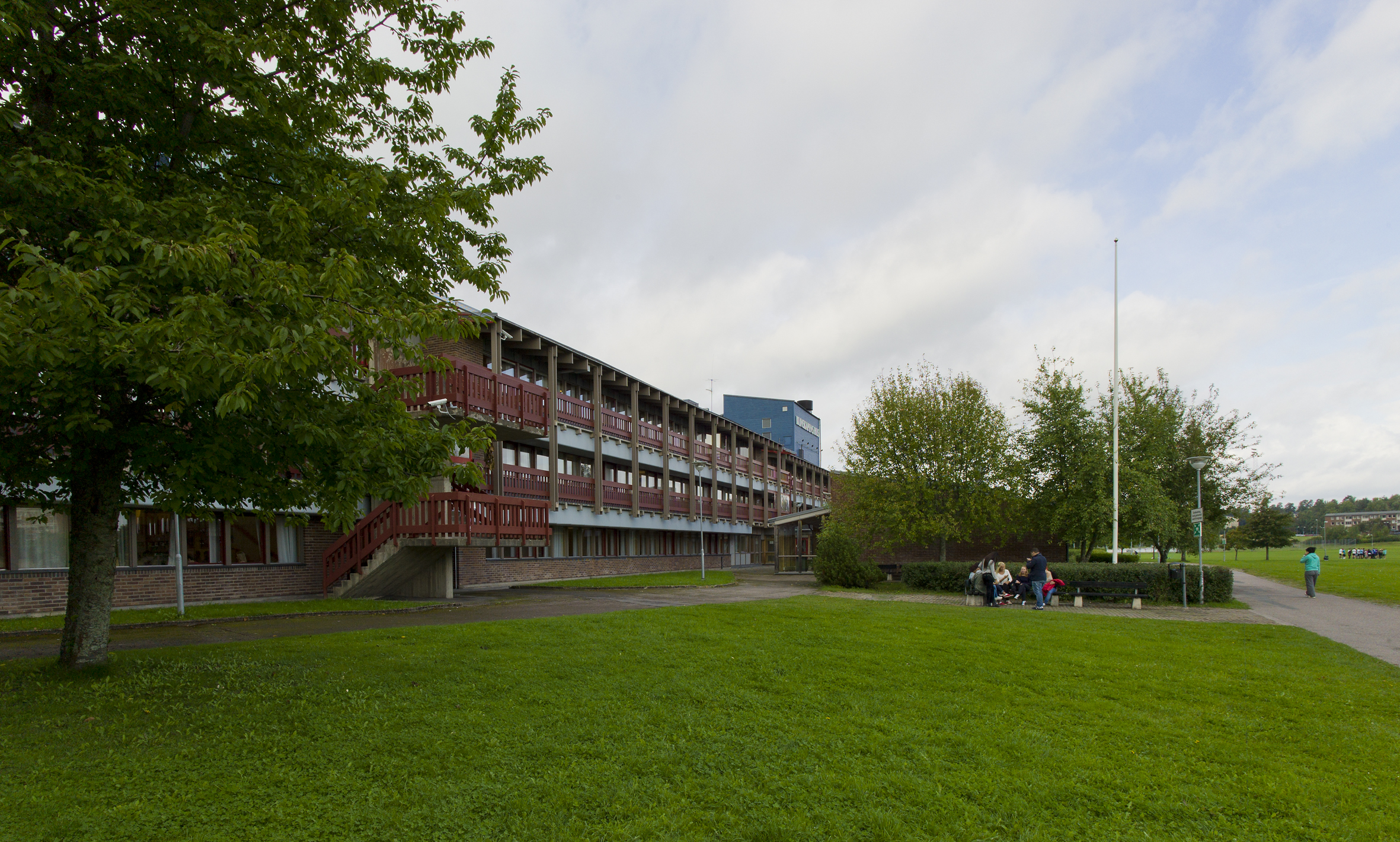
Lycée d'Arlanda.